# Іллєнко Вадим Герасимович
Вади́м Гера́симович Іллє́нко  (3 липня 1932, Новомосковськ, Дніпропетровська область, УРСР, СРСР — 8 травня 2015, Київ, Україна) — український кінооператор, кінорежисер, викладач. Народний артист України (2000). Лауреат Державної премії України ім. О. Довженка за фільм «За двома зайцями» (1999).

## Життєпис
Народився 3 липня 1932 року в місті Новомосковськ Дніпропетровської області в родині інженера-будівельника. Брат кінорежисерів Михайла та Юрія Іллєнків. Закінчив операторський факультет Всесоюзного державного інституту кінематографії (1955). 
З 1955 року працював на Київській кіностудії ім. О. П. Довженка. Працював на Одеській кіностудії та студії «Укртелефільм».
Член Національної спілки кінематографістів України (1961).
Займався викладацькою роботою, був доцентом, завідувачем кафедри операторського мистецтва інституту Кіно та телебачення Національного інституту культури та мистецтва, членом-кореспондентом Національної академії мистецтв України.
Помер у Києві 8 травня 2015 року, не доживши двох місяців до свого 83-го дня народження. Був похований 12 травня біля могили дружини на Совському кладовищі.

## Фільмографія
Оператор-постановник:
- «Мандрівка в молодість» (1957, у співавт. з В. Орлянкіним i В. Філіпповим)
- «Військова таємниця» (1958)
- «Олекса Довбуш»» (1960)
- «Йду до вас!..» (1961)
- «За двома зайцями» (1961)
- «Мовчать тільки статуї» (1962)
- «Вечір на Івана Купала» (1968)
- «Поштовий роман» (1969)
- «Весілля» (1973)
- «Там вдалині, за рікою» (1975)
- «Свято печеної картоплі» (1976)
- «Нісенітниця»/ рос. «Сапоги всмятку» (1977, т/ф)
- «Незручна людина» (1978, т/ф)
- «Школа» (1980, т/ф, 3 с, Одеська кіностудія)
- «Три гільзи від англійського карабіна» (1982)
- «В лісах під Ковелем» (1984)
- «Івін А.» (1990)
- «Цвітіння кульбаби» (1992)
- «Гетьманські клейноди» (1993)
- «Геллі і Нок» (1995) та ін.

Режисер-постановник:
- «Повернення Вероніки» (1964, у співавт.)
- «Над нами Південний хрест» (1965, у співавт.)
- «Зозуля з дипломом» (1971, у співавт; співавт. сценарію)
- «У синьому небі посію ліс» (1986)
- «Передай далі…» (1988)
- «Останній бункер» (1990, співавт. сценарію)
- «Геллі і Нок» (1995, співавт. сценарію)

## Нагороди
- Заслужений діяч мистецтв Абхазії (1971)
- Заслужений діяч мистецтв УРСР (1978)
- Кавалер Ордена Трудового Червоного Прапора, нагороджений медалями.
- Лауреат Державної премії України ім. О. Довженка за фільм «За двома зайцями» (1999)
- Народний артист України (2000)